# Killeen (Automarke)
T. Killeen war ein britischer Automobilhersteller in Four Oaks. Der Gründer entwickelte seit 1949 Automobile nach dem Stressed-Skin-Prinzip. Die meisten davon waren Prototypen, die in Rennen eingesetzt wurden. Von 1952 bis 1963 entstanden aber auch straßenverkehrstaugliche Fahrzeuge.
Der Killeen K1 kam 1952 heraus und wurde bis 1954 gebaut. Er besaß einen obengesteuerten Vierzylinder-Reihenmotor mit 1,5 l Hubraum, der über 65 bhp (48 kW) entwickelte. Der Radstand des Sportwagens betrug 2362 mm.
1956 erschien der Killeen K2, der einen luftgekühlten Zweizylinder-Zweitaktmotor mit 0,3 l Hubraum hatte. Die Leistung des Fahrzeuges lag bei 17 bhp (12,5 kW).
Der Killeen K5 von 1963 war ebenfalls mit einem luftgekühlten Reihenzweizylindermotor ausgestattet. Diesmal war es aber ein Viertaktmotor, der aus 0,7 l Hubraum eine Leistung von 51 bhp (38 kW) zog.

## Modelle
| Modell | Bauzeitraum | Zylinder | Hubraum  | Leistung            | Radstand |
| ------ | ----------- | -------- | -------- | ------------------- | -------- |
| K1     | 1952–1954   | 4 Reihe  | 1467 cm³ | über 65 bhp (48 kW) | 2362 mm  |
| K2     | 1956        | 2 Reihe  | 293 cm³  | 17 bhp (12,5 kW)    |          |
| K5     | 1963        | 2 Reihe  | 692 cm³  | 51 bhp (38 kW)      |          |